# Biskupice (district de Chrudim)
Pour les articles homonymes, voir Biskupice.
Biskupice (en allemand : Biskupitz) est une commune du district de Chrudim, dans la région de Pardubice, en République tchèque. Sa population s'élevait à 82 habitants en 2022.

## Géographie
Biskupice se trouve à 3 km au sud-ouest du centre de Ronov nad Doubravou, à 22 km à l'ouest-sud-ouest de Chrudim, à 27 km au sud-ouest de Pardubice et à 81 km à l'est-sud-est de Prague.
La commune est limitée par Ronov nad Doubravou au nord et à l'est, par Kněžice au sud, et par Žleby à l'ouest.

## Histoire
La première mention écrite de la localité date de 1352.

## Galerie

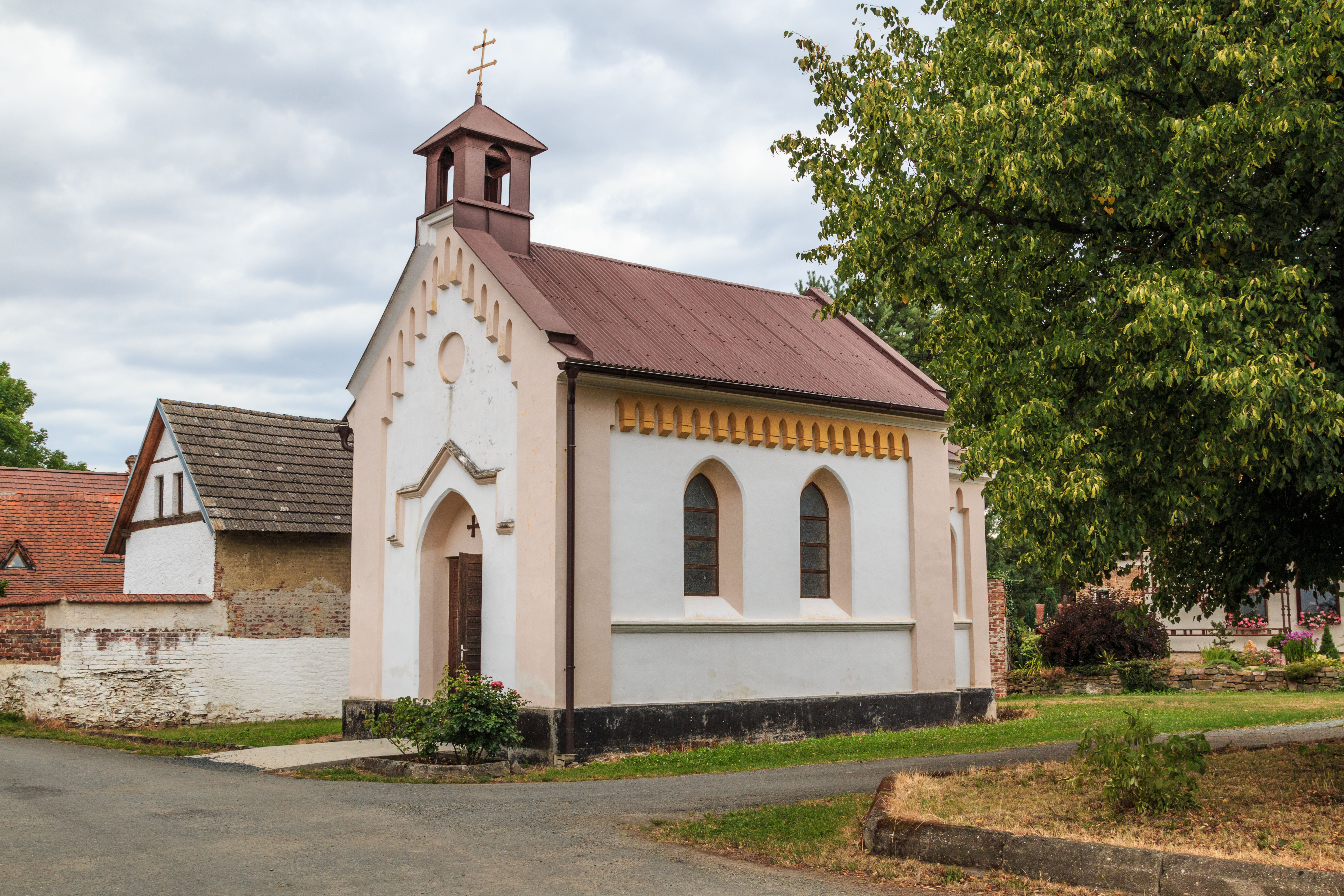
Chapelle à Biskupice.
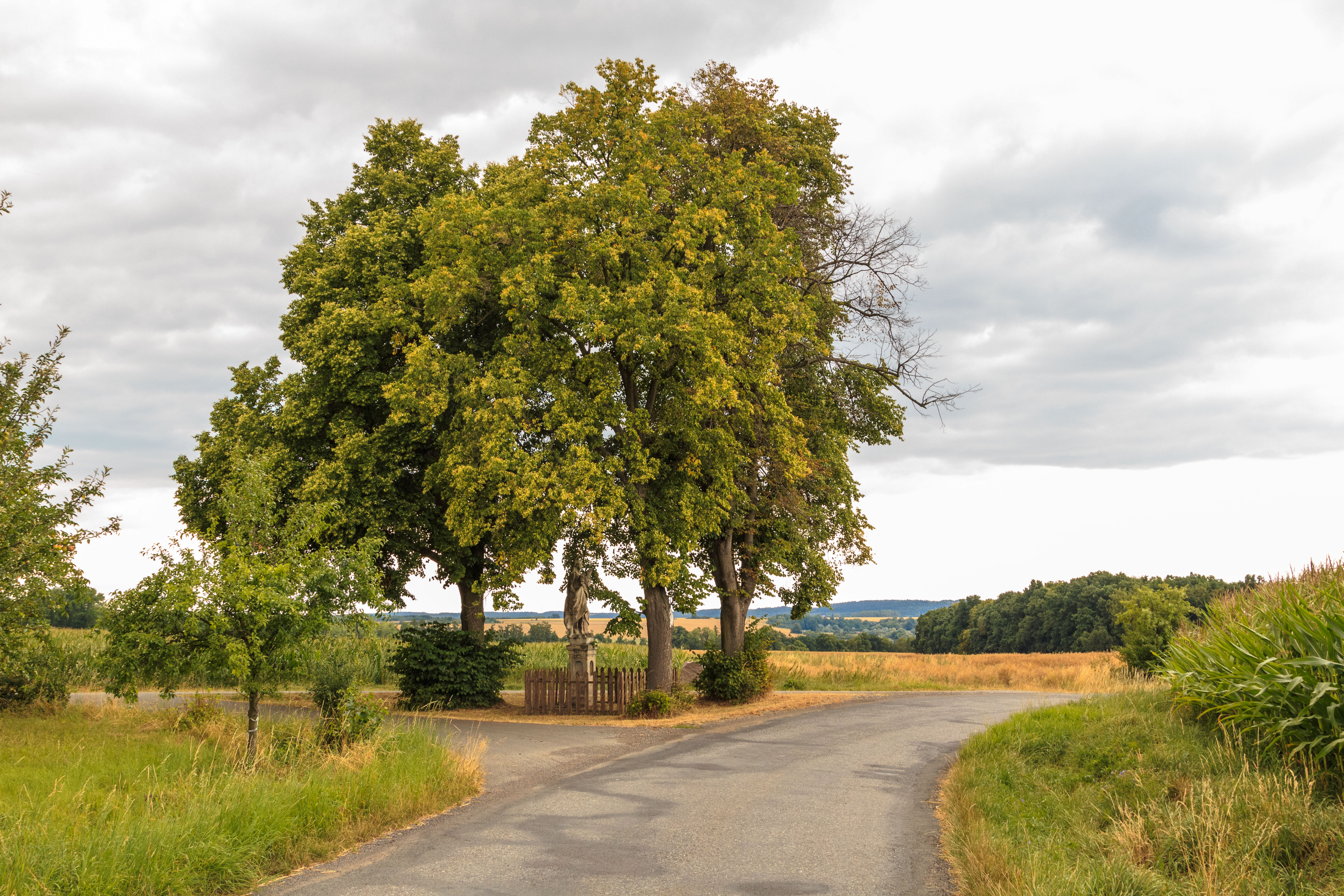
Tilleuls.

## Transports
Par la route, Biskupice se trouve à 2 km de Ronov nad Doubravou, à 30 km de Chrudim, à 40 km de Pardubice et à 106 km de Prague. 